# Porsche 919 Hybrid
Porsche 919 Hybrid − hybrydowy prototyp wyścigowy niemieckiego fabrycznego zespołu Porsche Team, stworzony do udziału w serii wyścigów długodystansowych FIA World Endurance Championship w najwyższej klasie tych rozgrywek Le Mans Prototype 1-H (LMP1-H). Porsche 919 jest następcą Porsche RS Spyder, które głównie brało udział w Amerykańskiej Serii Le Mans (ALMS) w klasie LMP2 (samochody otwarte) w latach 2005–2010. Nowy model jest symbolem powrotu Porsche do ścigania na najwyższym poziomie.
919 Hybrid nawiązuje swoją nazwą do utytułowanego Porsche 917 z początku lat 70. i debiutującego w 2013 roku supersamochodu Porsche 918.

## Charakterystyka
11 czerwca 2012 roku Porsche, wraz z dwoma kierowcami wyścigowymi – Timem Bernhardem i Romainem Dumasem – ogłosiło nowy program rozwoju wyścigowego. Inżynierowie Porsche postanowili stworzyć samochód, który mógłby podjąć bezpośrednią rywalizację w mistrzostwach wyścigów długodystansowych. Ich głównym celem stał się 24-godzinny wyścig Le Mans. W tym celu należało połączyć najbardziej skomplikowane rozwiązania techniczne i technologiczne firmy Porsche z rygorystycznymi zasadami, uwzględnionymi w nowym regulaminie na sezon 2014 FIA WEC. Wszystko po to, aby uzyskać maksymalną wydajność.
Porsche postanowiło zaryzykować i poszło w kierunku downsizingu. Specjalnie dla modelu 919 Hybrid opracowano nową jednostkę spalinową. Wzdłużny, centralnie umieszczony silnik czterocylindrowy w układzie V o pojemności 2.0L z bezpośrednim wtryskiem paliwa. Dzięki turbodoładowaniu generował moc ponad 500 KM. Maksymalna prędkość obrotowa to około 9000 obr./min. Do zarządzania jednostką wykorzystano oprzyrządowanie Bosch MS5.6. Smarowanie silnika zapewnia specjalnie przygotowany olej firmy Mobil 1. W układzie smarowania zastosowano rozwiązanie z suchą miską olejową.
Dla uzyskania odpowiednich osiągów, niezbyt duży turbodoładowany silnik spalinowy połączono z napędem elektrycznym, otrzymując hybrydę w klasie LMP1-H. Porsche wykorzystało w nim podwójny system odzyskiwania energii. Dzięki generatorowi (pełniącego również rolę silnika) umieszczonemu na przedniej osi, możliwe stało się odzyskiwanie energii kinetycznej podczas hamowania i jej zamiana na energię elektryczną, która magazynowana była w akumulatorze litowo-jonowym chłodzonym cieczą. Dodatkowo zastosowano system odzyskujący ciepło z układu wydechowego. Łączna moc energii elektrycznej, jaką może wykorzystać kierowca podczas jednego okrążenia to 8 MJ. Moc jaką generuje silnik elektryczny (jednostka EGU) to ponad 250 KM.
Napęd przekazywany jest na koła za pomocą 7-biegowej, sekwencyjnej przekładni Porsche z blokadą tylnego dyferencjału. Moment obrotowy z silnika spalinowego przenoszony jest na tylną oś, natomiast przednie koła są napędzane przez jednostkę elektryczną.
Wymiary prototypów klasy LMP1 są określane przez regulamin. W 919 Hybrid prezentują się one następująco: 4650 mm długości, 1900 mm szerokości i 1050 mm wysokości. Masa minimalna pojazdu (bez kierowcy i paliwa) wynosi 870 kg. Zbiornik paliwa może pomieścić 66,9 litra benzyny.
Testowanie prototypu na torze Algarve w Portugalii powierzono Australijskiemu kierowcy Formuły 1 Markowi Webberowi, z którym Porsche podpisało kontrakt. Pierwsza oficjalna prezentacja Porsche 919 Hybrid miała miejsce 14 grudnia 2013 roku.

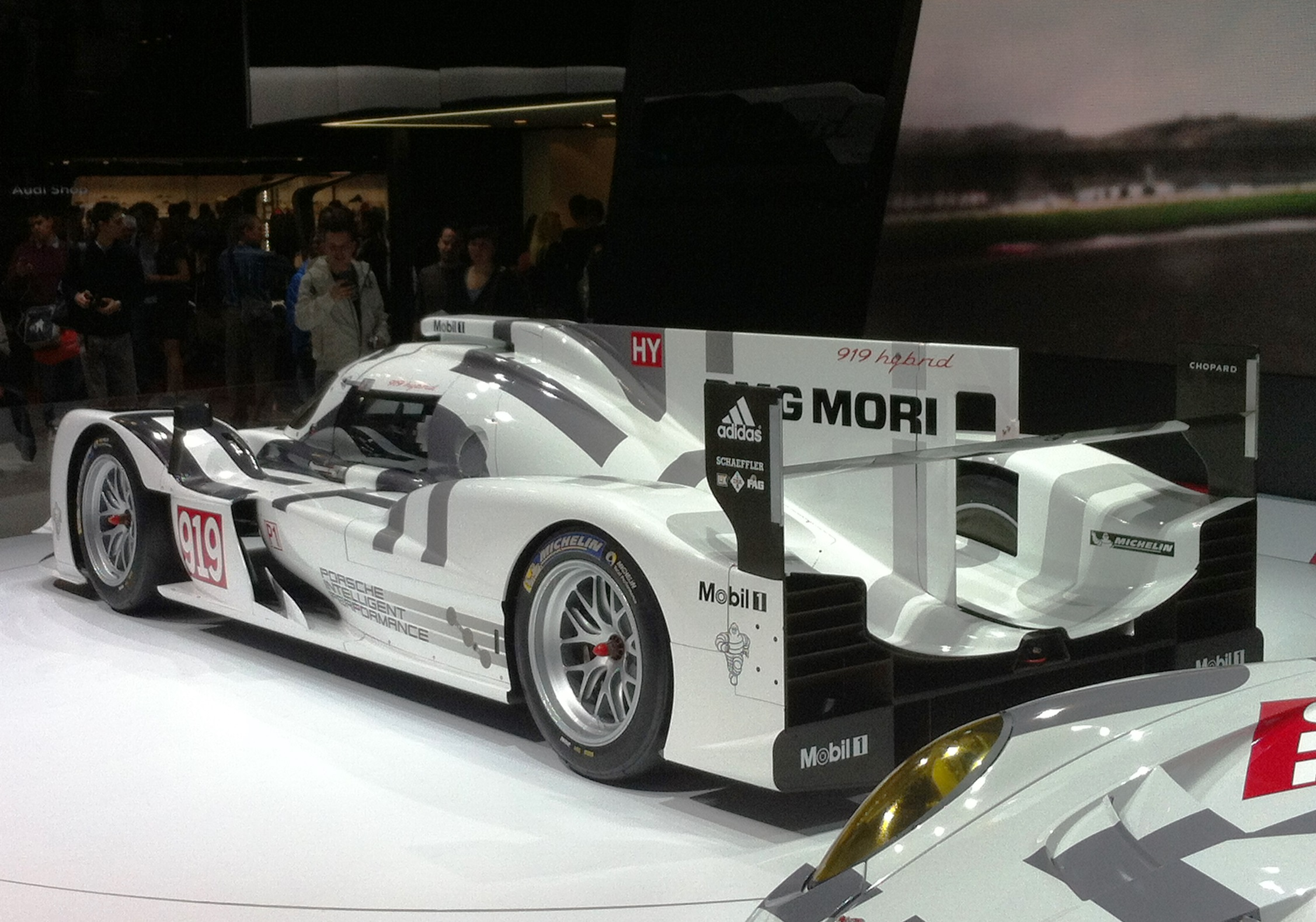
Porsche 919 Hybrid – widok na tył pojazdu

## Udział w wyścigach

### Debiut (2014)
Porsche 919 Hybrid miało swój debiut w 6-godzinnym wyścigu na torze Silverstone w Wielkiej Brytanii. W kwalifikacjach do wyścigu samochód Porsche z nr 14 zespół w składzie: Romain Dumas, Neel Jani, Marc Lieb zajął trzecie miejsce, nawiązując bezpośrednią rywalizację z głównymi rywalami w swojej klasie Audi R18 i Toyotą TS040 Hybrid. Drugie auto Porsche spisało się podczas tej sesji słabiej i zajęło 6. miejsce. Następnego dnia kierowcy samochodu nr 20 Timo Bernhard, Brendon Hartley, Mark Webber zaliczyli udany start, pokonując 165 okrążeń w czasie 5:22'47.120. Tym samym uplasowali się na najniższym stopniu podium tuż za dwoma prototypami Toyoty. Pojazd nr 14 borykał się w tym dniu z problemami technicznymi i kierowcy zostali zmuszeni do wycofania się z wyścigu po przejechaniu 30 okrążeń. Z powodu intensywnych opadów deszczu organizatorzy zostali zmuszeni do skrócenia sześciogodzinnego wyścigu o 26 minut.
Trzecie miejsce na mecie debiutanckiego startu Porsche 919 Hybrid w wyścigach długodystansowych było dużym sukcesem nowego Teamu. W szczególności dla Marka Webbera było to udane przejście z wyścigów Formuły 1 do WEC.

### Pierwsze pole position (2014)
Na pierwsze pole position w wyścigach długodystansowych Porsche 919 Hybrid nie musiało czekać zbyt długo. Już w drugim wyścigu sezonu 2014 na torze Spa-Francorchamps w Belgii, kierowcy prototypu nr 14 wygrali sesję kwalifikacyjną z czasem 2'01.198 (przewaga 0.638 sekundy). Druga załoga zajęła miejsce 5. W wyścigu Porsche z nr 14 uplasowało się tuż za podium ze stratą jednego okrążenia do zwycięskiej Toyoty. Zajmując 4. miejsce kierowcy ulegli dwóm Toyotom (odpowiednio miejsca 1. i 3.) oraz jednemu z samochodów Audi. Pojazd nr 20 ukończył wyścig na odległej 23. pozycji.

### 24h Le Mans (2015)
W kwalifikacjach do rozgrywanej w dniach 13-14.06.2015 roku 83-ciej edycji 24-godzinnego wyścigu Le Mans, samochody Porsche 919 Hybrid zajęły trzy pierwsze miejsca. Pojazd nr 18 z kierowcami R. Dumas / N. Jani / M. Lieb ustanowił rekord toru wynikiem 3:16.887.
Wyścig po przejechaniu 395 okrążeń wygrało Porsche 919 Hybrid nr 19 (kierowali N.Hulkenberg / E.Bamber / N. Tandy), drugie miejsce ze stratą jednego okrążenia zajęło Porsche 919 Hybrid nr 17 (T.Bernhard / M.Webber / B.Hartley), a pojazd nr 18 zajął 5 miejsce ze stratą 4 okrążeń.

## Wyniki World Endurance Championship
| Legenda oznaczeń w tabelach wyników Wyświetl szablon na nowej stronie | Legenda oznaczeń w tabelach wyników Wyświetl szablon na nowej stronie                                                                     |
| Oznaczenie                                                            | Wyjaśnienie |
| --------------------------------------------------------------------- | --- |
| Złoty                                                                 | Zwycięzca lub mistrzostwo |
| Srebrny                                                               | 2. miejsce lub wicemistrzostwo |
| Brązowy                                                               | 3. miejsce lub II wicemistrzostwo |
| Zielony                                                               | Ukończył, punktował (w klasyfikacji generalnej, gdy zdobył co najmniej jeden punkt na przestrzeni sezonu, poza trzema powyższymi opcjami) |
| Niebieski                                                             | Ukończył, nie punktował (w klasyfikacji generalnej, gdy nie zdobył co najmniej jednego punktu na przestrzeni sezonu)                      |
| Czerwony                                                              | Nie zakwalifikował się (NZ) |
| Czerwony                                                              | Nie prekwalifikował się (NPK) |
| Różowy                                                                | Nie ukończył (NU) |
| Różowy                                                                | Niesklasyfikowany (NS) (w klasyfikacji generalnej, gdy nie został sklasyfikowany w żadnym wyścigu sezonu)                                 |
| Czarny                                                                | Zdyskwalifikowany (DK) |
| Czarny                                                                | Wykluczony (WYK/EX) |
| Biały                                                                 | Nie wystartował (NW) |
| Biały                                                                 | Kontuzjowany (K/INJ) |
| Biały                                                                 | Wyścig odwołany (OD/C) |
| Bez koloru                                                            | Został wycofany (WYC/WD) |
| Bez koloru                                                            | Nie przybył (NP/DNA) |
| Bez koloru                                                            | Nie brał udziału w treningach (NT/DNP) |
| Bez koloru                                                            | Nie został zgłoszony (–) |
| Pogrubienie                                                           | Start z pole position |
| Kursywa                                                               | Najszybsze okrążenie wyścigu |
| †                                                                     | Nie ukończył, ale jego rezultat został zaliczony ze względu na przejechanie więcej niż 90% dystansu wyścigu.                              |
| *                                                                     | Sezon w trakcie |
| 1/2/3                                                                 | Punktowana pozycja w sprincie kwalifikacyjnym                                                                                             |
| Lista systemów punktacji Formuły 1                                    | |

| Rok  | Uczestnicy   | Klasa  | Kierowcy                                  | Runda  | Runda  | Runda | Runda | Runda | Runda | Runda | Runda | Punkty | WEM poz. |
| Rok  | Uczestnicy   | Klasa  | Kierowcy                                  | 1      | 2      | 3     | 4     | 5     | 6     | 7     | 8     | Punkty | WEM poz. |
| ---- | ------------ | ------ | ----------------------------------------- | ------ | ------ | ----- | ----- | ----- | ----- | ----- | ----- | ------ | -------- |
| 2014 | Porsche Team | LMP1-H | Romain Dumas Neel Jani Marc Lieb          | SIL NU | SPA 4  | LMS   | COA   | FUJ   | BHR   | SHA   | SÃO   | 36     | 2        |
| 2014 | Porsche Team | LMP1-H | Timo Bernhard Brendon Hartley Mark Webber | SIL 3  | SPA 23 | LMS   | COA   | FUJ   | BHR   | SHA   | SÃO   | 36     | 2        |